# エタール基本群
エタール基本群（エタールきほんぐん、英: étale fundamental group）とは、基本群の代数幾何学版である。任意のスキームに対して定義される群で、位相空間の基本群と似た性質を持つ。代数的基本群（だいすうてききほんぐん、英: algebraic fundamental group）とも呼ばれる。

## 定義の背景
代数的位相幾何学では、基点付き位相空間
(X, x)
の基本群
π1(X, x)
を
x
を基点とする閉曲線のホモトピー類全体のなす群として定義した。この定義は実多様体や複素多様体のような空間に対してはうまくいくが、ザリスキー位相を備えさせた代数多様体に対しては望ましい結果が得られない。
一方、基本群は普遍被覆空間の被覆変換群と思うこともできたのであった。こちらの特徴づけを使って代数多様体への拡張を考えるとうまくいく。まず被覆空間の代数幾何学での類似物としては有限エタール射が適当なものとして使える。残念なことに、代数多様体 X は X 上有限な「普遍被覆」を滅多に持たない。それゆえ
X
の有限エタール被覆すべてを考えなければならない。そしてすべての有限エタール被覆の自己同型群の射影極限としてエタール基本群を定義する。

## 正式な定義
{\displaystyle X}
を連結な局所ネータースキーム、{\displaystyle x}
を
{\displaystyle X}
の幾何学的点とする。圏
{\displaystyle C}
を、対象はスキーム
{\displaystyle Y}
と有限エタール射
{\displaystyle f\colon Y\to X}
の組
{\displaystyle (Y,f)}、射
{\displaystyle (Y,f)\to (Y',f')}
は
{\displaystyle X}
上のスキームとしての射
{\displaystyle Y\to Y'}
として定義する。
{\displaystyle C}
から集合の圏への関手
{\displaystyle F}
を
{\displaystyle F(Y)=\operatorname {Hom} _{X}(x,Y)}
で定義する。幾何学的に言えば、これは
{\displaystyle Y\to X}
の
{\displaystyle x}
上のファイバーを取る関手である。圏論的に言えば、これは
{\displaystyle X}
上のスキームの圏の中で
{\displaystyle x}
によって表現される米田関手である。関手
{\displaystyle F}
は通常
{\displaystyle C}
において表現可能ではないが、{\displaystyle C}
の（一般には）無限個の対象によって表現可能な、pro-representable 関手である。つまり有向集合
{\displaystyle I}
によって添字付けされる
{\displaystyle C}
の対象
{\displaystyle X_{i}}（{\displaystyle i\in I}）からなる射影系
{\displaystyle \{X_{j}\to X_{i}\mid i<j\in I\}}
が存在し
{\displaystyle F(Y)=\varinjlim _{i\in I}\operatorname {Hom} _{C}(X_{i},Y)}
が成り立つ。さらに
{\displaystyle X_{i}}
はすべてガロア被覆で取れる。ガロア被覆とは
{\displaystyle \#\operatorname {Aut} _{X}(X_{i})=\operatorname {deg} (X_{i}/X)}
が成り立つものである。射影系を構成する射
{\displaystyle X_{j}\to X_{i}}
は群準同型
{\displaystyle \operatorname {Aut} _{X}(X_{j})\to \operatorname {Aut} _{X}(X_{i})}
を誘導するので、射影系
{\displaystyle \{X_{i}\}}
から有限群の射影系
{\displaystyle \{\operatorname {Aut} _{X}(X_{i})\}}
が生じる。有限群を離散位相で位相群とみてこの射影系の射影極限をとったものを
{\displaystyle \pi _{1}(X,x)=\varprojlim _{i\in I}{\operatorname {Aut} }_{X}(X_{i})}
と書く。これを
{\displaystyle X}
の
{\displaystyle x}
を基点とするエタール基本群と呼ぶ。
{\displaystyle F(Y)}
は
{\displaystyle \pi _{1}(X,x)}
が連続に作用する有限集合と自然に思えるので、{\displaystyle F}
は
{\displaystyle C}
から連続な
{\displaystyle \pi _{1}(X,x)}
作用を持つ有限集合の圏への関手と思える。この関手はこの2つの圏の圏同値を与える。

## 例と定理

### 体
基本群の最も基本的な例は体 k の基本群
π1(Spec k)
である。この群は絶対ガロア群
Gal(ksep / k)
と同型であることが定義から簡単に示される。ガロア群のこの解釈はグロタンディークのガロア理論と呼ばれている。

### 完全系列
体 k 上の幾何的に連結な任意の代数多様体 X
（つまり
Xsep := X ×k ksep
が連結となるような
X）に対して副有限群の完全系列
1 → π1(Xsep, x) → π1(X, x) → Gal(ksep / k) → 1
が成り立つ。

### 標数0の体上のスキーム
複素数体
C
上の有限型スキーム X に対しては
X
のエタール基本群と
X
に付随する複素解析空間
X(C)
の通常の位相幾何学的な意味での基本群との間に密接な関係がある。代数的基本群（この場合にはよくこう呼ばれる）は通常の意味での基本群
π1(X(C))
の副有限完備化と同型である。これは、X(C)
のすべての有限エタール被覆は
X
のそれから来ることを主張するリーマンの存在定理の帰結である。特に
C
上の滑らかな曲線（開リーマン面である）の基本群の構造はよく知られているので、そのエタール基本群の構造もよく分かっていると言える。
一般に、代数的閉体上の代数多様体の基礎体を別の代数的閉体に拡大しても代数的基本群は変化しない。これを使えば、標数0の任意の代数的閉体上の固有スキームの基本群は複素数体上の代数多様体に帰着させることで計算できる。

### 正標数の体上のスキームと順分岐基本群
正標数の代数的閉体 k 上の代数多様体の場合は、アルティン・シュライアー被覆の存在により結果は異なる。例えば、アフィン直線
{\displaystyle \mathbf {A} _{k}^{1}}
の基本群は位相的に有限生成とはならない。スキーム U の順分岐基本群（tame fundamental group）とは、U
のエタール基本群の商であって、D
に沿って順分岐な被覆のみを考慮したものである。ここで
X
は適当なコンパクト化で
D
は
X
における
U
の補集合である。例えばアフィン直線の順分岐基本群は自明な群である。

### 標数pの体上のアフィン・スキーム
すべてのアフィン・スキーム
{\displaystyle X\subset \mathbf {A} _{k}^{n}}
は
{\displaystyle K(\pi ,1)}
空間であることが知られている。これは、{\displaystyle X}
上の局所系のエタール・コホモロジーがエタール基本群の群のコホモロジーと同型になるという意味であり、高次のエタール・ホモトピー群が自明な群になるという意味である。ここで
{\displaystyle \pi =\pi _{1}^{et}(X,{\overline {x}})}
は
{\displaystyle X}
の幾何学的点
{\displaystyle {\overline {x}}}
を基点とするエタール基本群である。

### その他の話題
圏論的には、基本群は関手
{基点付きスキーム} → {副有限群}
である。
ガロアの逆問題はこの関手の性質についての問題と言える。副有限群の圏の対象でどのようなものが基点付きスキームの圏からこの関手によってやって来るか、つまりどのような群が基本群（やガロア群）として現れるかを問うのがこの問題であった。
遠アーベル幾何学もこの関手の研究をする学問と言える。例えばこの関手で送ったら同型になる2つの代数多様体がもとの圏で同型かどうかを問うのがグロタンディークの予想である。また、グロタンディークのセクション予想は、この関手から定まる写像
Hom(Spec(k), X) → Hom(π1(Spec(k)), π1(X))
の性質に関する予想と言える。
Friedlander (1982) はスキームのエタール・ホモトピー型を使って高次エタール・ホモトピー群の研究を行った。

## pro-étale基本群
Bhatt & Scholze (2015, §7)
はpro-étale基本群と呼ばれるエタール基本群の変形版を導入した。これは有限エタール被覆の代わりにエタールかつ固有性の付値判定法を満たす射を考えることで構築される。正規スキームなどの幾何的単枝スキーム（geometrically unibranch scheme）に対してはこの2つのアプローチは一致する。しかし一般にはpro-étale基本群はよりよい不変量である。その副有限完備化はエタール基本群になる。